# رنه فرماندل
رنه فرماندل (انگلیسی: René Vermandel; ۲۳ مارس ۱۸۹۳ – ۲۰ آوریل ۱۹۵۸) دوچرخه‌سوار اهل بلژیک بود.